# Вітторіо Маруллі
Вітторіо Маруллі (італ. Vittorio Marulli, 16 вересня 1922, Рим - 19 березня 2000, Рим) -  італійський адмірал, начальник генерального штабу ВМС Італії протягом 1984-1985 років.

## Біографія
Вітторіо Маруллі народився 16 вересня 1922 року у Римі. У 1939 році вступив до Військово-морської академії в Ліворно, яку закінчив у 1942 році у званні гардемарина. Брав участь у Другій світовій війні на борту лінкора «Вітторіо Венето» та міноносця «Орса».
Протягом 1966-1969 років керував підготовкою вводу у стрій крейсера-вертольотоносця «Вітторіо Венето». Був першим командиром корабля У званні капітана I рангу. У 1970 році на борту корабля здійснив похід північною Атлантикою уз заходом у різні порти США. До кінця 1972 року був начальником операційного департаменту у генеральному штабі військово-морських сил.
У грудні 1972 року отримав звання контр-адмірала, ніс службу у генеральному штабі збройних сил Італії. У 1975-1976 роках був начальником штабу морських сил флоту. У 1977 році отримав звання дивізійного адмірала, командував 1-ю морською дивізією. З листопада 1977 по грудень 1978 року був інспектором з підготовки нових кораблів у генеральному штабі ВМС.
Отримавши звання адмірала ескадри, Вітторіо Маруллі з грудня 1978 року по вересень 1980 року був командувачем Військово-морського командування в Іонічному морі та протоці Отранто - MARIDIPART Taranto. З вересня 1980 року по вересень 1981 року був президентом Центру вищих досліджень оборони (італ. Centro alti studi per la difesa (CASD)). З вересня 1981 року по січень 1984 року - командувач флоту. 
З 7 лютого 1984 року по 15 жовтня 1985 року Вітторіо Маруллі очолював генеральний штаб ВМС Італії. На цій посаді основну увагу він приділяв створенню морської авіації DVC. 
Також він уповноважив капітана II рангу Франческо Коссіга прийняти посаду Президента Італії (за традицією, офіцери ВМС просять дозвіл в начальника генерального штабу флоту, перш ніж обійняти політичні посади). 
Помер Вітторіо Маруллі 19 березня 2000 року у Оимі.

## Нагороди

### Італійські
- Кавалер Великого хреста Ордена «За заслуги перед Італійською Республікою»
- Хрест «За військові заслуги» (нагороджений двічі)

### Іноземні
- Хрест морських заслуг (Іспанія)